# ريكاردو كارفاليو

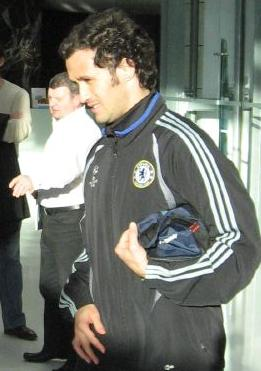
ريكاردو كارفاليو

ريكاردو ألبرتو سيلفيرا دي كارفاليو (بالبرتغالية: Ricardo Alberto Silveira de Carvalho‏)، (مواليد 18 مايو 1978 في أمارانتي، البرتغال) لاعب كرة قدم برتغالي معتزل، وقد لعب مع موناكو و‌ريال مدريد في مركز قلب الدفاع، ويتم اعتبار اللاعب بأنه أحد أفضل اللاعبين في مركزه في جيله.

## البداية مع بورتو
بدأ كارفاليو مسيرته الكروية في عام 1998، وفي بداياته تمت مقارنته بالنجم البرتغالي فرناندو كوتو، وفي موسم 2003/2004 أستطاع أن يفوز مع الفريق بلقب كأس السوبر البرتغالي ودوري أبطال أوروبا، وقد اختير أفضل مدافع في تلك البطولة ذلك الموسم.

## الانتقال من بورتو
بعد أن قدم مستوى ممتاز مع نادي بورتو، التفتت إليه أنظار العديد من الأندية، فانتقل إلى نادي تشيلسي الإنجليزي بمبلغ وقدره 19 مليون جنيه أسترليني، وألتحق بمدربه السابق خوسيه مورينيو وزميله السابق باولو فيريرا، وفي أول موسم له مع نادي تشيلسي ساعدهم على الفوز في كأس الرابطة الإنجليزية المحترفة، وقد فاز معهم بلقب الدوري الإنجليزي في موسم و2004/2005, 2005/2006 و2009/2010 وفي أغسطس 2010 انتقل إلى ريال مدريد قادما من تشيلسي بتوصية من مدربه السابق في الفريق اللندني جوزي مورينهو.
يذكر ان ريكاردو كارفاليو يعرف بالمدافع ذو الذكاء الحاد

## مع ريال مدريد
انتقل لريال مدريد في انتقال حر وبعد مخالصة مالية مع نادي تشيلسي الإنجليزي ولم يتم الإعلان عن قيمة الصفقة قدم مستويات شبه جيدة مع ريال مدريد خاصة وانه كان ضحية اصابات في آخر مسيرته مع تشيلسي وكان في دكة الاحتياط ولكن عندما أنتقل لريال مدريد قدم مستويات جيدة.
أمام البايرن لعب كارفالو أول مباراة له مع الفريق الملكي وبخبرة كارفالو الواسعة مع النادي اللندني تمكن ريال مدريد من تحقيق الفوز بعد التعادل السلبي.
11 سبتمبر 2010 سجل كارفالو أول هدف له مع نادي العاصمة الإسبانية في مواجهة الأخير لاساسونا ليحسم المباراة.وسجل هدفا أمام أتلتيكو مدريد

## مع المنتخب البرتغالي
لعب كارفاليو أولى مبارياته مع منتخب البرتغال لكرة القدم في 11 أكتوبر 2003 أمام منتخب ألبانيا لكرة القدم، وقد كان أحد أعمدة الفريق في كأس الأمم الأوروبية لكرة القدم 2004، وقد شارك في كأس العالم لكرة القدم 2006 وكذلك كأس العالم لكرة القدم 2010 بجنوب أفريقيا.

## روابط خارجية
- ريكاردو كارفاليو على موقع الاتحاد الدولي (مؤرشف)  (الإنجليزية)
- ريكاردو كارفاليو على موقع الاتحاد الأوربي (الإنجليزية)
- ريكاردو كارفاليو على موقع رابطة كرة القدم الفرنسية للمحترفين (الإنجليزية)
- ريكاردو كارفاليو على موقع قاعدة بيانات كرة القدم.إي يو (الإنجليزية)
- ريكاردو كارفاليو على موقع بيانات كرة القدم. دي إي (الألمانية)
- ريكاردو كارفاليو على موقع ليكيب (الفرنسية)
- ريكاردو كارفاليو على موقع ناشيونال فوتبول تيمز (الإنجليزية)
- ريكاردو كارفاليو على موقع Soccerbase.com (لاعب) (الإنجليزية)
- ريكاردو كارفاليو على موقع Soccerway.com (الإنجليزية)
- ريكاردو كارفاليو على موقع عالم كرة القدم.نت (الإنجليزية)